# Prašice
Prašice (in ungherese Nyitraperjés) è un comune della Slovacchia facente parte del distretto di Topoľčany, nella regione di Nitra.